# Magurka
Magurka je hora v Moravskoslezských Beskydech na jihovýchodní rozsoše Čertova mlýna, nacházející se 4 km východo-jihovýchodně od Pusteven a 4 km jiho-jihozápadně od Horní Čeladné. Zalesněno smrko-bukovým lesem, bez výhledů.

## Přístup
Vrchol je nejsnáze přístupný po červeně značené hřebenovce z Pusteven přes Tanečnici a Čertův mlýn, kde na červenou (která odbočuje na sever ke Kněhyni) navazuje zelená značka. Z ní po 700 m odbočuje neznačená cesta/průsek na jiho-jihovýchod, která po 500 m dojde do sedla s Magurkou a po dalších 300 m až na vrchol.
Další možností je využít neznačených silnic, cest a průseků na východním svahu hory, ale tento výstup je prudší a především orientačně náročnější.

## Vodstvo
Severovýchodní svahy Magurky prudce spadají do hlubokého údolí Kněhyňky, jihozápadní svahy padají podobně prudce do údolí Magurky. Oba potoky se vlévají do Čeladenky, kde se tedy setkává veškerá voda z Magurky.